# Eurobons
|  | No s'ha de confondre amb Eurobò. |

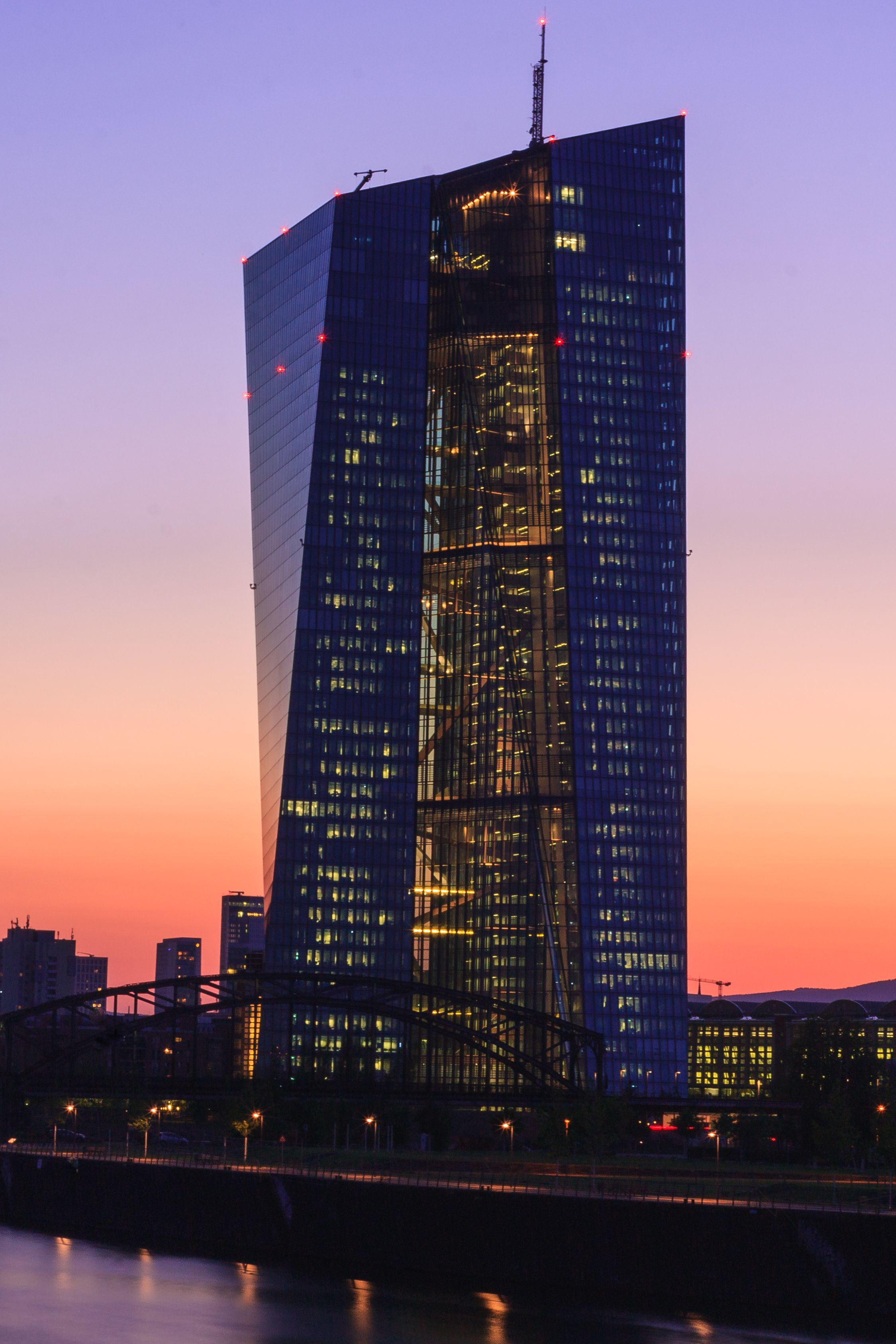
Seu del Banc Central Europeu (BCE) a Frankfurt (Alemanya).

Els eurobons, bons europeus o bons d'estabilitat són una proposta per emetre bons de l'estat conjuntament entre els 17 estats de la zona euro. Els eurobons serien doncs unes inversions de deute per la qual cosa un inversor presta una certa quantitat de diners, per a una certa quantitat de temps, amb un cert tipus d'interès, al bloc de la zona euro com un sol, que llavors enviaria els diners als governs individuals. Els eurobons s'han suggerit com a forma eficaç per tractar la Crisi de deute de sobirà d'Europa encara que és un tema controvertit per l'oposició d'alguns països.

## Proposta de bons blaus
El maig de 2010 els dos economistes Jakob von Weizsäcker i Jacques Delpla publicaven un article proposant una combinació dels bons de l'estat tradicionals (bons vermells) i conjuntament bons emesos (bons blaus) per evitar una crisi de deute en països més dèbils, reforcant la sostenibilitat fiscal. Els autors discuteixen que mentre el seu concepte no és un arreglo ràpid, la seva proposta de "bons blaus" descriu una sortida conduïda a l'incentiu i perdurar el dilema de deute mentre "ajuda a preparar el terra per la pujada de l'euro com una moneda de reserva important, que podria reduir costos de préstec per a qualsevol implicat".
Segons la proposta dels estats membres de la Unió Europea haurien de reunir fins a un 60 per cent del producte interior brut (PIB) del seu deute nacional sota la unió com a deute sobirà antic, així reduint el cost de préstec per a aquella part del deute. Qualsevol deute nacional més enllà de l'assignació de bons blaus d'un país s'hauria d'emetre com deute nacional nou amb procediments sòlids per a una falta ordenada, així augmentant el cost marginal públic que pren del préstec i que ajuda a realçar la disciplina fiscal. Els països que participen també han d'establir un Consell d'Estabilitat Independent votat per parlaments d'estats membres per proposar anualment una assignació per als bons blaus i protegir la responsabilitat fiscal.
Els països més petits amb relativament falta de liquiditat (com Àustria i Luxemburg) es podrien beneficiar més de la liquiditat extra dels bons blaus, encara que fins i tot per a Alemanya s'espera que els costos de préstec sota l'esquema dels bons blaus caurien per sota nivells actuals. Països amb alt proporcions de deute/PIB (com Itàlia, Grècia, i Portugal) tindrien un incentiu fort per a l'ajustament fiscal.

## Proposta de la Comissió Europea
El 21 de novembre de 2011 la Comissió Europea suggeria bons europeus emesos conjuntament pels 17 països de l'euro com a manera eficaç de tractar la crisi financera. El 23 de novembre de 2011 la Comissió presentava un informe que avaluava la viabilitat de l'emissió comuna de bons sobirans entre els Estats membre de UE de la zona euro. L'emissió de sobirans a la zona euro és actualment dirigida individualment per cada estats membre. La introducció d'eurobons comunament emesos significaria una posada en comú de l'emissió sobirana entre els estats membre.

### Tres aproximacions als eurobons
L'informe considera tres aproximacions per a l'emissió comuna d'eurobons basades en el grau de substitució d'emissió (plena o parcial) nacional i la natura de la garantia subjacent.
1. Eurobons complets i responsabilitat solidària: Aquesta opció suggereix canviar completament l'emissió nacional pels eurobons, cada membre seria plenament responsable de l'emissió sencera. Segons la Comissió Europea "això tindria efectes positius potencialment forts sobre l'estabilitat i la integració. Però alhora, això, abolint tot el mercat o pressió de tipus d'interès sobre estats membre, posa un risc relativament alt al risc moral i podria necessitar canvis en els tractats significatius."
2. Eurobons parcials i responsabilitat solidària: Eurobons Parcials de #amb la responsabilitat solidària : La segona opció reuniria només una porció de préstecs, una altra vegada garantits per tots. Això significa que els estats membre en part emetrien tanmateix bons nacionals per cobrir la porció dels seus deutes més enllà d'un cert percentatge del PIB no cobert per eurobons. La Comissió no manifesta un volum específic de necessitats de finançament que seria cobert per bons nacionals per una banda i eurobons en l'altra. Tanmateix, la proposta és similar al del Consell alemany que proposava un fons de redempció col·lectiu europeu, que mutualitzés el deute a la zona euro per sobre del 60%.[3]
3. Eurobons parcials sense garanties conjuntes: Eurobons Parcials de #sense garanties conjuntes : tercera opció que és similar a la proposta de bons blaus, els eurobons cobririen una altra vegada només parts del deute (com l'opció 2) però sense garanties conjuntes. Això podria imposar condicions d'entrada estrictes per un grup més petit de països per reunir algun deute i per tenir en compte la supressió de països que no compleixen les seves obligacions fiscals. A causa d'"un mecanisme per redistribuir alguns dels avantatges de finançament... entre el més ben i més mal valorats", aquesta opció aspira minimitzar el risc del risc moral per a la conducta de polítiques econòmiques i fiscals. A diferència de les primeres dues aproximacions, això implicaria "uns quants però no tots" els govern "e conjunt" garanteix i podria per això ser implementat relativament de pressa sense haver de canviar els Tractats.

Efectes suggerits
Segons la proposta de Comissió Europea la introducció d'eurobons crearia un mitjà nou a través del qual els governs financiarien el seu deute, oferint oportunitats d'inversió segures i líquides. Això "podria potencialment alleujar la crisi de deute sobirà actual, mentre els Estats membres de rendiment alt es podrien beneficiar dels de producció baixa." L'efecte seria immediat fins i tot si la introducció d'eurobons portés temps, ja que les expectatives de mercat s'adapten instantàniament. La Comissió també creu que els eurobons podran fer més elàstic el sistema financer de la zona euro a xocs adversos futurs i reforçar l'estabilitat financera. A més podrien reduir la vulnerabilitat de bancs de la zona euro als deterioraments de les classificacions creditícies individuals donant-los una font més robusta col·lateral. Establint una "euroàrea" fortament integrada amb un mercat de bons oferiria una oportunitat d'inversió més segura, similar a la del dòlar americà en termes de mida i liquiditat.

### Regles fiscals més estrictes
Presentant la idea de "bons d'estabilitat", el president de Comissió Europea José Manuel Durão Barroso insistia que amb qualsevol pla s'hauria de lligar a la vigilància fiscal estricta i la coordinació de la política econòmica com a element essencial per tal d'evitar el risc moral i assegurar finances públiques sostenibles. Sota les propostes, els governs de la zona euro haurien de presentar l'esborrany del seu pressupost nacional del següent any a la Comissió Europea abans del 15 d'octubre. La Comissió llavors seria capaç de demanar al govern que revisi el pressupost si creia que no era prou bo per trobar els seus objectius per a nivells de deute i dèficit com han estat exposat en l'Euro criteris de convergència.
El 9 de desembre de 2011 a la reunió del Consell Europeu, els 17 membres de l'euro i sis països que aspiren a afegir-se a l'acord amb un tractat intergovernamental nou per posar límits més estrictes sobre el govern que gasta i que presta, amb penalitzacions per aquells països que violen els límits. Tots els altres països que no són de la zona euro excepte la Gran Bretanya també es preparen per participar, subjecte a vot parlamentari.

## Reaccions
Itàlia i Grècia s'han pronunciat a favor dels eurobons, el llavors Ministre d'Economia italià Giulio Tremonti la va nomenar la "solució mestra" a la crisi de deute de la zona euro. Un porció en creixement d'inversors i economistes sostenen aquesta creença, dient que els eurobons serien la millor manera de resoldre la crisi de deute.
Tanmateix, Alemanya es roman oposada al deute que seria emès conjuntament i avalat pels 17 membres del bloc de la moneda Euro, dient que podria substancialment alçar les responsabilitats del seu país a la crisi de deute. Barroso mantenia que Alemanya no s'oposava a l'emissió conjunta en principi, però qüestionava el cronometratge.
Propostes en contra
El 28 de novembre de 2011, el diari alemany Die Welt comunicada que Alemanya, França i quatre altres membres classificats AAA podrien optar a emetre "bons d'elit" comuns (o "bons triple A") per recollir més diners a tipus d'interès baixos per a si mateixos i, sota condicions estrictes, ajudar també a altres membres endeutats. Àustria, Finlàndia, Luxemburg i els Països Baixos podrien formar part del pla cap a estabilitzar els països millor valorats i així portar la calma al mercats de capitals. S'espera que els bons comuns dels sis països tinguin un tipus d'interès d'un 2 per cent a un 2,5.
Seguint la proposta de 2011 feta pels "cinc economistes assenyats" del Consell Alemany d'Experts Econòmics, Guy Verhofstadt, líder del grup d'Aliança dels Liberals i Demòcrates per Europa al Parlament Europeu, suggeria crear un fons de redempció col·lectiu europeu.
El març de 2012, Boston Consulting Group també investigava la proposta de Consell alemaà, acceptant que "l'abast del problema és massa gran per ser resolt pel Mecanisme d'Estabilitat Europeu o la injecció a mig terme de liquiditat pel Banc Central Europeu" i afavorint Eurobons d'abast limitat.

## Crítiques
La introducció planejada d'Eurobons ha estat criticada per economistes per raons econòmiques com el problema del polissó o risc moral. A més dels motius econòmics, hi hauria raons legals i polítiques que podrien prohibir la introducció d'Eurobons: L'article 125 del Tractat de Lisboa manifesta explícitament que la Unió Europea i els seus estats membre no són responsables pels compromisos d'altres membres. Ja que els Eurobons contravindrien possiblement l'article 125, potser s'hauria de canviar el tractat abans de la seva introducció.